# Luca Wollschläger
Luca Wollschläger (* 8. Februar 2003 in Bergen auf Rügen) ist ein deutscher Fußballspieler, der aktuell beim 1. FC Saarbrücken unter Vertrag steht.

## Karriere
Wollschläger gelangte über die auf Rügen gelegenen Klubs 1. FC Binz und VfL Bergen, in die Jugendabteilung Hansa Rostocks, von wo er 2019 in den Nachwuchsbereich von Hertha BSC wechselte. Seit Sommer 2021 wird er zusätzlich zu seiner Zugehörigkeit zu den A-Junioren auch bei Hertha BSC II geführt. Dort absolvierte er bis Ende April 2022 drei Einsätze in der viertklassigen Regionalliga Nordost. Ein Tor erzielte er dabei nicht.
Seinen ersten Pflichtspieleinsatz in der Fußball-Bundesliga absolvierte er am 30. April 2022 gegen Arminia Bielefeld, als er in den 78. Spielminute für Davie Selke eingewechselt wurde.
Im August 2022 unterschrieb er einen Profivertrag bis zum 30. Juni 2025. Kurz danach wechselte er bis zum Ende der Saison 2022/23 leihweise zum Drittligisten Rot-Weiss Essen. Unter Christoph Dabrowski kam er jedoch nur zu fünf Einwechslungen in der Liga. Hinzu kamen 3 Einsätze und 3 Tore im Niederrheinpokal, den Rot-Weiss Essen gewann.
Nach dem Abstieg von Hertha BSC aus der Bundesliga kehrte er zur Saison 2023/24 nach Berlin zurück. Dort spielte er im Profikader von Pál Dárdai keine Rolle und stand im Kader der zweiten Mannschaft. Bis zur Winterpause kam er 13-mal (einmal Startelf, ein Tor) in der Regionalliga Nordost zum Einsatz. Anfang Januar 2024 kehrte Wollschläger bis zum Saisonende auf Leihbasis zu Hansa Rostock zurück. Dort war er für die zweite Mannschaft in der Regionalliga Nordost eingeplant. Er durfte während der Wintervorbereitung auch ein Testspiel mit der Zweitligamannschaft von Mersad Selimbegović absolvieren. In dieser spielte er anschließend jedoch keine Rolle. Für die zweite Mannschaft kam Wollschläger auf 14 Regionalligaeinsätze. Mit drei Toren konnte allerdings nicht den sportlichen Abstieg in die Oberliga Nordost verhindern (da die Profis in die 3. Liga abstiegen, wäre die zweite Mannschaft ohnehin abgestiegen).
Zur Saison 2024/25 kehrte Wollschläger nach Berlin zurück und wurde wieder in die zweite Mannschaft integriert. Nach sieben Toren in 19 Regionalligaspielen kehrte er unter dem neuen Cheftrainer Stefan Leitl zu den Profis zurück und kam im März 2025 – fast drei Jahre nach seinem letzten Pflichtspiel für die Profis – erstmals in der 2. Bundesliga zum Einsatz. Bis zum Saisonende folgten keine weiteren Einsätze mehr. Für die zweite Mannschaft absolvierte Wollschläger in 24 Regionalligaspielen acht Tore.
Vor der Saison 2025/26 wechselte Wollschläger zum Drittligisten 1. FC Saarbrücken.

## Titel
- Niederrheinpokalsieger: 2023 (Rot-Weiss Essen)
- Meister der A-Junioren-Bundesliga Nord/Nordost: 2022 (Hertha BSC)
- Meister der B-Junioren-Bundesliga Nord/Nordost: 2020 (Hertha BSC)